# Paramount Channel
Paramount Channel är namnet på flera TV-kanaler på olika marknader ägda av ViacomCBS Networks International, ett dotterbolag till Viacom, som i huvudsak sänder filmer från Paramount Pictures arkiv. Varje marknad har sitt eget urval av filmer och reklam. Filmerna textas eller dubbas för varje språkområde.

## Lista av kanaler
- Paramount Channel Spanien (2012)
- Paramount Channel Frankrike (2013)
- Paramount Channel Ungern (2014)
- Paramount Channel Ryssland (2014)
- Paramount Channel Rumänien (2014)
- Paramount Channel Sverige (2014)
- Paramount Channel Brasilien (2014)
- Paramount Channel Latinamerika (2014)
- Paramount Channel Polen (2015)
- Paramount Channel Italien (2016)
- Paramount Channel Thailand (2016)
- Paramount Channel Vietnam (2017)
- Paramount Channel Mellanöstern (2017)